# إدوارد هنري
إدوارد هنري هو سبّاح بلجيكي، مثّل بلاده في الألعاب الأولمبية الصيفية 1920.

## روابط خارجية
إدوارد هنري على موقع أوليمبيديا (الإنجليزية)